# Света Екатерина (Солун)
„Света Екатерина“ (на гръцки: Αγίας Αικατερίνης) е средновековна православна църква в македонския град Солун, Егейска Македония, Гърция, енорийски храм от Солунската епархия на Вселенската патриаршия. От 1988 година е част от обектите на световното наследство на Юнеско като част от Раннохристиянските и византийските паметници в Солун.

## История
Храмът е разположен в северозападната част на Горния град. Сградата датира от края на XIII и началото на XIV век, но не е известна точната дата, както и точния светец, на който е била посветена. Съдейки по вътрешната украса, оцеляла във фрагменти, и датирана около 1315 година, има предположение, че е била католикон на манастира на Христос Вседържител. След падането на Солун в ръцете на османските турци, при управлението на султан Баязид II църквата е превърната в джамия и получава името Якуп паша джамия (на турски: Yakup Paşa Camii). След включването на Солун в Гърция след Балканската война в 1912 година, църквата е посветена на Света Екатерина.
В архитектурно отношение църквата има сложен четворен кръстовиден план, с пет купола и затворен външен трем, който води на изток в протезиса и диаконикона – съвременния параклис на Света Евфимия. В конхата на светилището са запазени изображения на йеарси и на апостолите. В купола са оцелели изображения на пророци и ангели около повледения образ на Христос Вседържител. В северозападния купол е Христос Емануил.
В основния храм са запазени изображения на чудесата Господни – сватбата в Кана, изцелението на парализирания, на слепите, на прокажения, успокояване на водите на езерото, и на диалога на Исус със Самарянката. Запазени са и изображения на светци и аскети. Предположението, че храмът е посветен на Христос Вседържител се дължи на подробното представяне на житието на Христос.